# Mollinedia schottiana
Mollinedia schottiana là một loài thực vật có hoa trong họ Monimiaceae. Loài này được (Spreng.) Perkins miêu tả khoa học đầu tiên năm 1900.